# 墊子

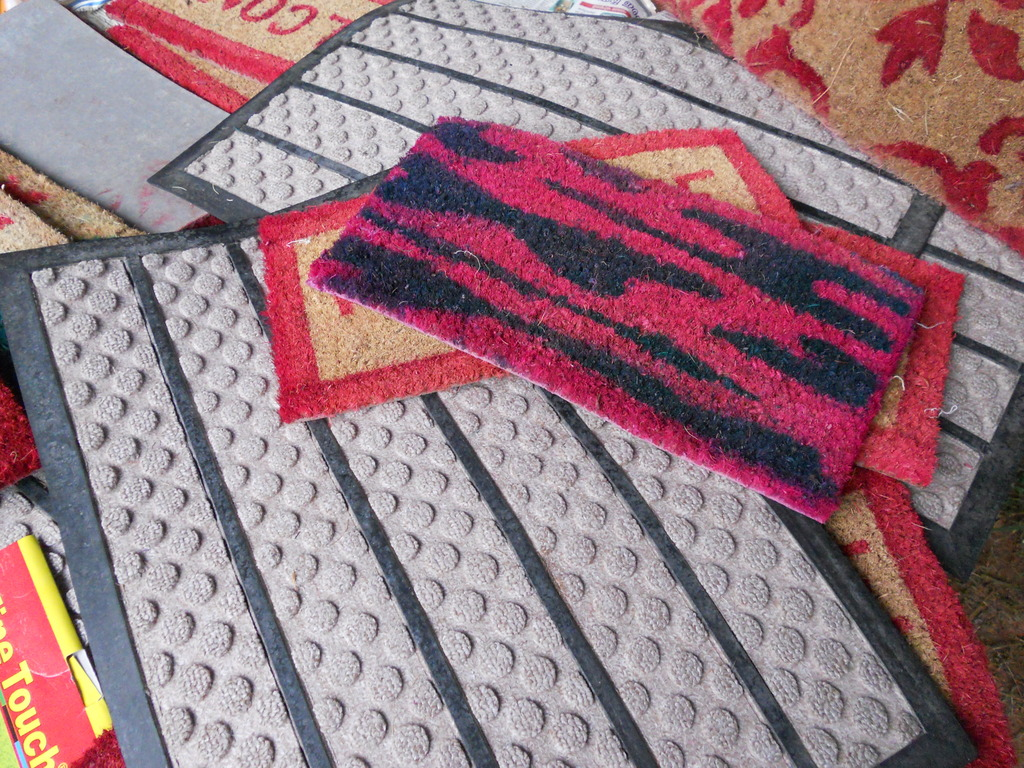
几张椰棕垫

垫子是通常放置在地板或其他平面上（例如桌子、椅子）的织物，相對於地毯來說，面積要小得多。垫子有多种用途。例如门垫可以去除鞋底上的污垢，摔跤垫或体操垫可以保护运动员，鼠標墊可以讓鼠標更方便的使用。